# Louka u Staré Huti
Louka u Staré Huti je přírodní památka u vesnice Stará Huť, která je administrativně částí obce Nemanice v okrese Domažlice. Chráněné území je v péči AOPK ČR – regionálního pracoviště Správa CHKO Český les.

## Předmět ochrany
Důvodem ochrany lokality jsou mokřadní rašelinné louky a luční prameniště s výskytem vzácných a zvláště chráněných druhů rostlin. Louky byly v uplynulých 50 letech pravidelně ručně sečeny, takže se na místě zachovalo množství lučních společenstev neovlivněných intenzivním zemědělstvím. Jde například o prstnatec májový (Dactylorhiza majalis), kozlík dvoudomý (Valeriana dioica), vemeník zelenavý (Platanthera chlorantha), mochna bahenní (Potentilla palustris), blatouch bahenní (Caltha palustris) či přesličku poříční (Equisetum fluviatile).